# ناثانيل بينيت
ناثانيل بينيت (بالإنجليزية: Nathaniel Bennett) هو قاضي ومحامي أمريكي، ولد في 27 يونيو 1818 في كلينتون في الولايات المتحدة، وتوفي في 20 أبريل 1886 في سان فرانسيسكو في الولايات المتحدة.